# Helianthemum sauvagei
Helianthemum sauvagei är en solvändeväxtart som beskrevs av C. Raynaud. Helianthemum sauvagei ingår i släktet solvändor, och familjen solvändeväxter. Inga underarter finns listade i Catalogue of Life.